# Patrick Lubin
 (mai 2018).
Pour les articles homonymes, voir Lubin.
Patrick Lubin (né le 4 juin 1951) est un graveur français de timbres et d'illustrations pour le Service national des timbres-poste de La Poste.

## Biographie
Il entre à l'École Estienne où il suit les cours de gravure sur bois de Jean Vidal Prost. Il décide de se consacrer à cet art même s'il est de moins en moins exercé. Il est employé par la maison Farcigny où il réalise des illustrations pour les enveloppes premier jour collectionnées par les philatélistes. Il la quitte lorsqu'elle abandonne la gravure pour l'impression en offset.
Dans les années 1970 il collabore à la maison d'édition Le Jardin de Flore créée par l'architecte Fernand Pouillon. Henri Renaud et lui gravent, sur bois mais aussi sur plastique qui était un procédé nouveau, les dizaines de planches pour une édition princeps des 6e et du 8e livre du grand architecte italien Sebastiano Serlio (Bologne 6 septembre 1475 - Fontainebleau 1554). Ces planches ont fait l'objet d'une donation au musée de l'Imprimerie de Lyon.
Il présente sa candidature au Service national des timbres-poste comme rotativiste, et crée le timbre « La coutellerie de Thiers » en 1987.

## Liste des timbres gravés
- « La coutellerie de Thiers » (France, 1987).
- « Clermont-Ferrand Centenaire du 1er tramway électrique » (France, 1989).
- « Ordonnance de Villers-Cotterets 1539 » (France, 1989).
- « Pont Canal de Briare » (France, 1990).
- « Wasquehal - Nord » (France, 1991).
- « 10e congrès forestier mondial, Paris 1991, La forêt patrimoine de l'avenir » (France, 1991).
- « Minerve - Hérault » (France, 1993).
- « L'orgue de la cathédrale de Poitiers » (France, 1994).
- « Métiers de la forêt - Ardennes » (France, 1995).